# 叙利 (瓦兹省)
叙利（法語：Sully，法語發音：[syli] ⓘ）是法国瓦兹省的一个市镇，属于博韦区。

## 地理
叙利（49°33'33"N, 1°46'52"E）面积4.83 平方千米，位于法国上法蘭西大區瓦兹省，该省份为法国北部内陆省份，北起索姆省，西接厄尔省和滨海塞纳省，南至塞纳-马恩省和瓦兹河谷省，东临埃纳省。
与叙利接壤的市镇（或旧市镇、城区）包括：巴藏库尔、埃尔讷蒙布塔旺、埃斯卡姆、丰特奈托尔西、圣康坦德普雷。

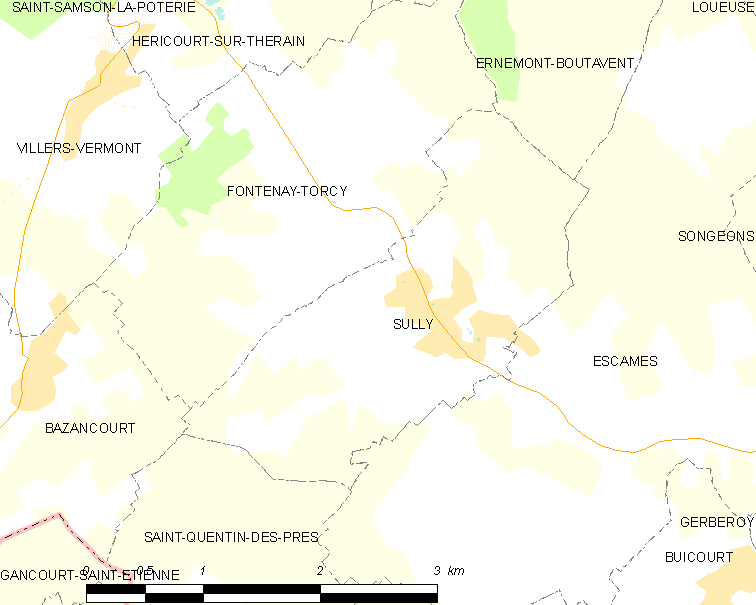
的OSM定位图

叙利的时区为UTC+01:00、UTC+02:00（夏令时）。

## 行政
叙利的邮政编码为60380，INSEE市镇编码为60624。

## 政治
叙利所属的省级选区为格朗维利耶县。

## 人口

1962-2008年间人口变化图示

叙利于2022年1月1日时的人口数量为166人。